# Auferstehungskirche (Fürth)
| Auferstehungskirche | Auferstehungskirche                    |
| ------------------- | -------------------------------------- |
| Foto                |                                        |
| Adresse             | Fürth, Nürnberger Straße               |
| Baumeister          | Anton Brüger                           |
| Konfession          | evangelisch-lutherisch                 |
| Gemeinde            | Fürth                                  |
| Aktuelle Nutzung    | Gemeindekirche                         |
| Gebäude             |                                        |
| Baubeginn           | 1825                                   |
| Einweihung          | 15. Oktober 1826                       |
| Erneuerungen        | zwischen 1880 und 1889 1913, nach 1945 |
| Stil                | Klassizismus                           |
| Maße                | Länge 30 m, Breite 14 m                |

Die Auferstehungskirche ist ein evangelisches Gotteshaus in Fürth in Bayern. Sie wurde auf einem 1802 neu gewidmeten Friedhof errichtet und im Oktober 1826 feierlich eingeweiht. Sie ist eine der ältesten erhaltenen Kirchen Fürths.
Das Gebäude der Auferstehungskirche steht an der Nürnberger Straße im Stadtpark, die Kirchengemeinde gehört zum Dekanat Fürth.

## Geschichte
Die stetig wachsende Einwohnerzahl der Stadt Fürth machte es nötig, neben dem bereits vorhandenen Friedhof um die St. Michaelskirche einen weiteren Bestattungsplatz anzulegen, wozu eine bis dato freie Fläche an der Nürnberger Straße genutzt wurde. Der 1802 mit der ersten Beisetzung eröffnete Friedhof sollte für würdige Trauerfeiern eine Friedhofskapelle erhalten.
Doch in der Folge erwies sich die einzige Stadtkirche als nicht mehr ausreichend, so dass der Fürther Magistrat am 1. April 1824 den Beschluss zu einem neuen Kirchenbau fasste, denn ein solches Haus gehöre „zu den religiösen Bedürfnissen der evangelischen Kirchengemeinde“.
Architekten reichten Entwürfe ein, die der damaligen „Mode“ folgten, klare einfache Formen ohne großen Schmuck waren gefragt. Die Stadt stellte entsprechendes Bauland bereit und genehmigte fast zeitgleich sogar den Bau zweier Kirchen im klassizistischen Stil. Die katholische Kirche Unsere Liebe Frau wurde 1824–29 nach einem Entwurf von Leo von Klenze durch den Königlich Bayerischen Bauinspektor und Architekten Anton Brüger errichtet. Für die evangelische Kirche reichte 1824 ebenfalls Anton Brüger Baupläne ein. Der neue Bau nutzte die für die Friedhofskapelle freigehaltene Fläche im Stadtpark. So konnte die Kirchengemeinde bereits am 14. April 1825 die Grundsteinlegung feiern.
Der Bau, der insgesamt 23.611 Gulden gekostet hatte, war am 15. Oktober 1826 fertiggestellt und wurde mit einer Messe feierlich eingeweiht. Das Geld für den Bau stammte zur Hälfte aus Spenden, den Rest zahlte das Kirchenamt.
Im Jahr 1889 genehmigte der Kirchenrat offiziell den Namen Auferstehungsgemeinde mit Bezug auf Christi Auferstehung.

## Außenarchitektur

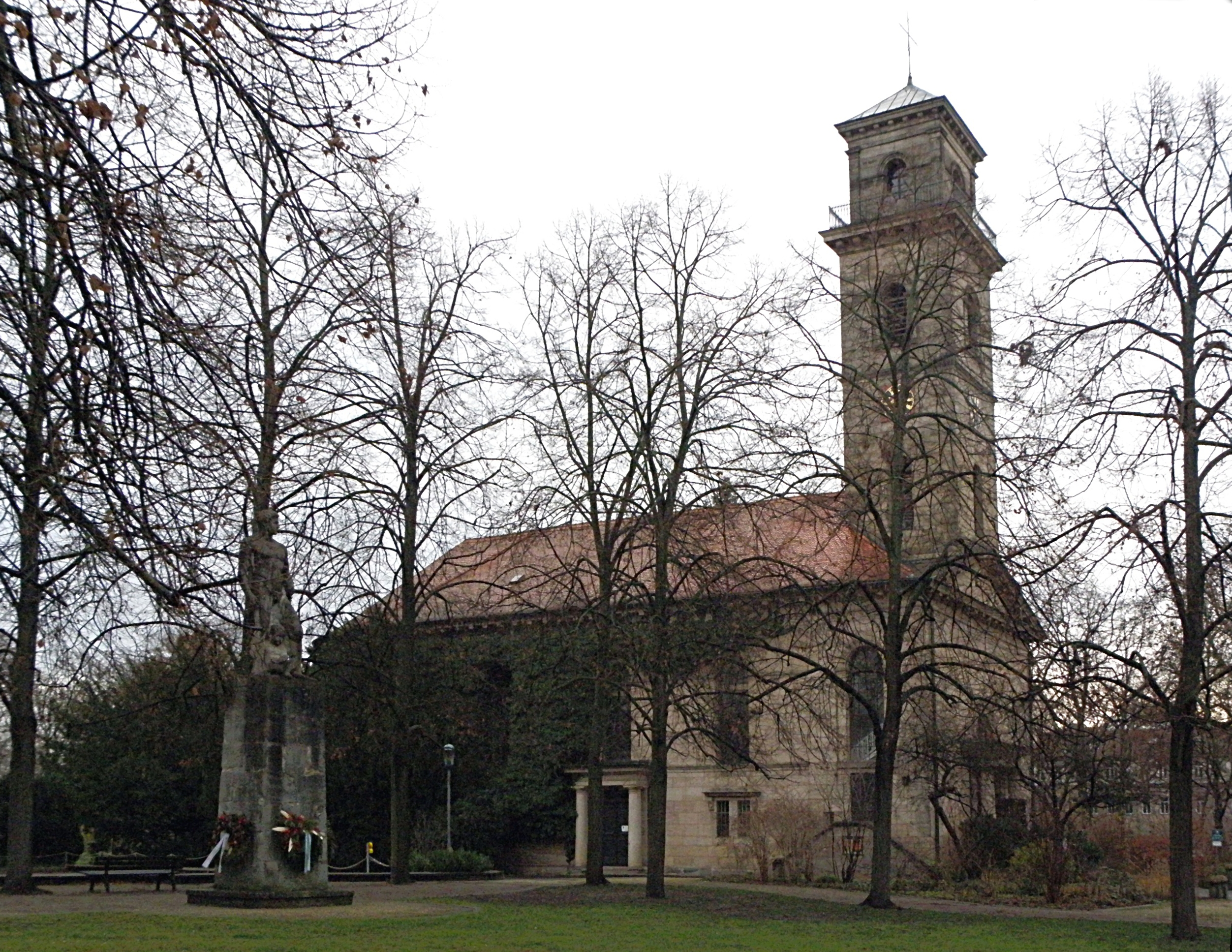
Außenansicht im Stadtpark, Dezember 2009

### Stil und Ausrichtung
Die Kirche ist im Stil des Klassizismus gehalten. Sie ist nicht wie üblich geostet, sondern steht in Nord-Süd-Ausrichtung, was aus der geplanten Nutzung als Friedhofskapelle resultiert. Die genehmigten Pläne von Brüger hatten einen zweietagigen Turm vorgesehen, der noch während der Errichtung auf drei Stockwerke umgeplant wurde. Nach Überlieferungen hat das Fürther Ehepaar Margarethe und Leonhard Büttner, das einen Lottogewinn gemacht hatte und diesen der Kirche übergab, die Erhöhung des Turms um ein Stockwerk samt der Galerie und einem schmiedeeisernen Schmuckgeländer veranlasst. (Auch die [erste] große Glocke im Turm wurde von ihnen bezahlt.)

### Portale
Das Hauptportal am Kirchturm wird von Säulen mit dorischen Kapitellen gebildet, die zwei rechteckige Türfelder umschließen. Darüber befindet sich ein Halbkreisfenster mit einem giebelartigen Aufsatz.

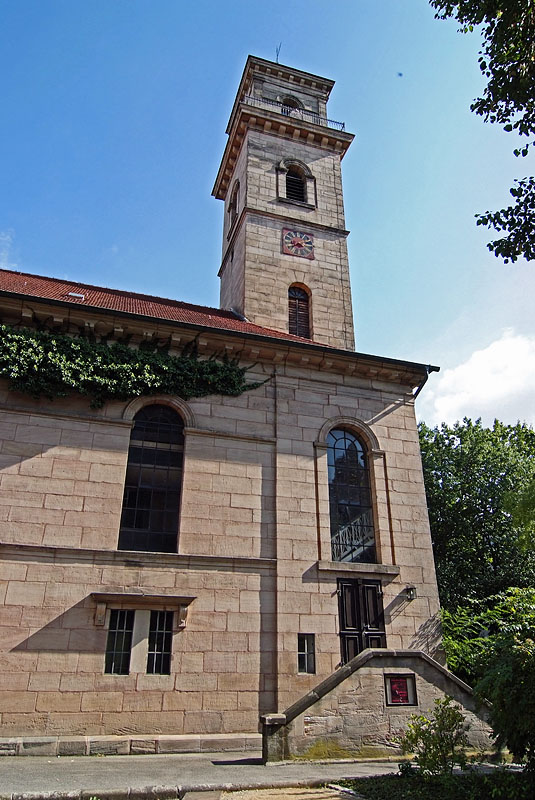
Blick auf den Turm

An den östlichen Seiteneingang wurde 1985 eine Rampe angebaut, womit das Gotteshaus seitdem barrierefrei ist.

### Kirchturm
Der Kirchturm mit einem quadratischen Grundriss (etwa fünf mal fünf Meter) ist 36 Meter hoch und steht an der Südseite des Kirchengebäudes. Er enthält symmetrisch angeordnete hochrechteckige Fenster, eine Glockenstube mit einem dreistimmigen Geläut und darüber einen Aussichtsumgang. Ein Spitzdach aus Kupferblech, auf dem ein meterhohes Kreuz thront schließt ihn ab. Auf drei Seiten trägt der Turm zwischen der ersten und zweiten Etage Zifferblätter einer Turmuhr.

## Kirchenschiff

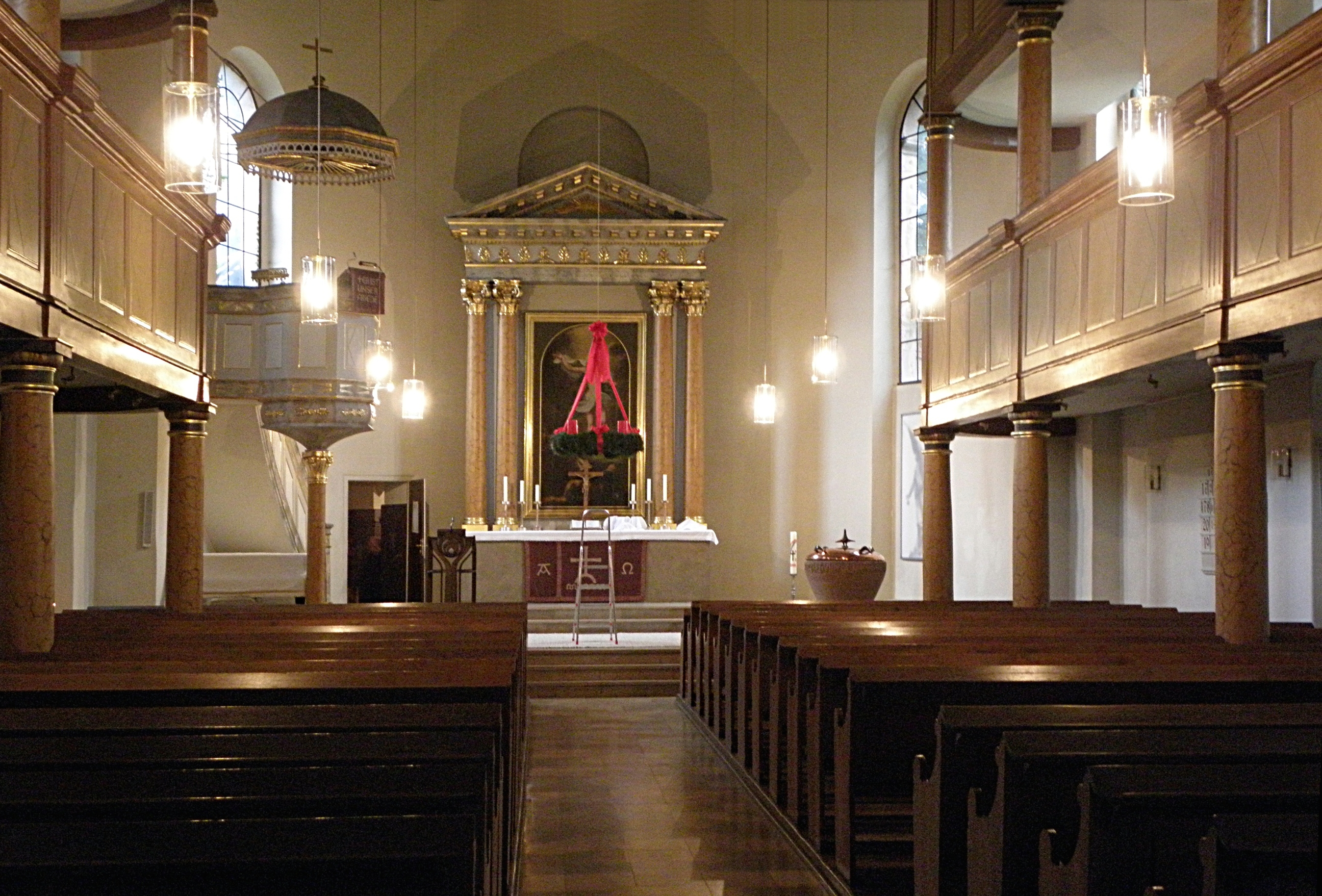
Blick in das Kirchenschiff

Das Kirchenschiff ist 30 Meter lang, 14 Meter breit und 12 Meter hoch. Es schließt auf der Südseite über dem Portal mit einem schiffsbreiten Zahnschnittgiebel ab, erst darüber setzt der schlanke Turm an.

### Chor
Der Chorraum enthält den großen Altarbereich und die Sakristei.
- Altar

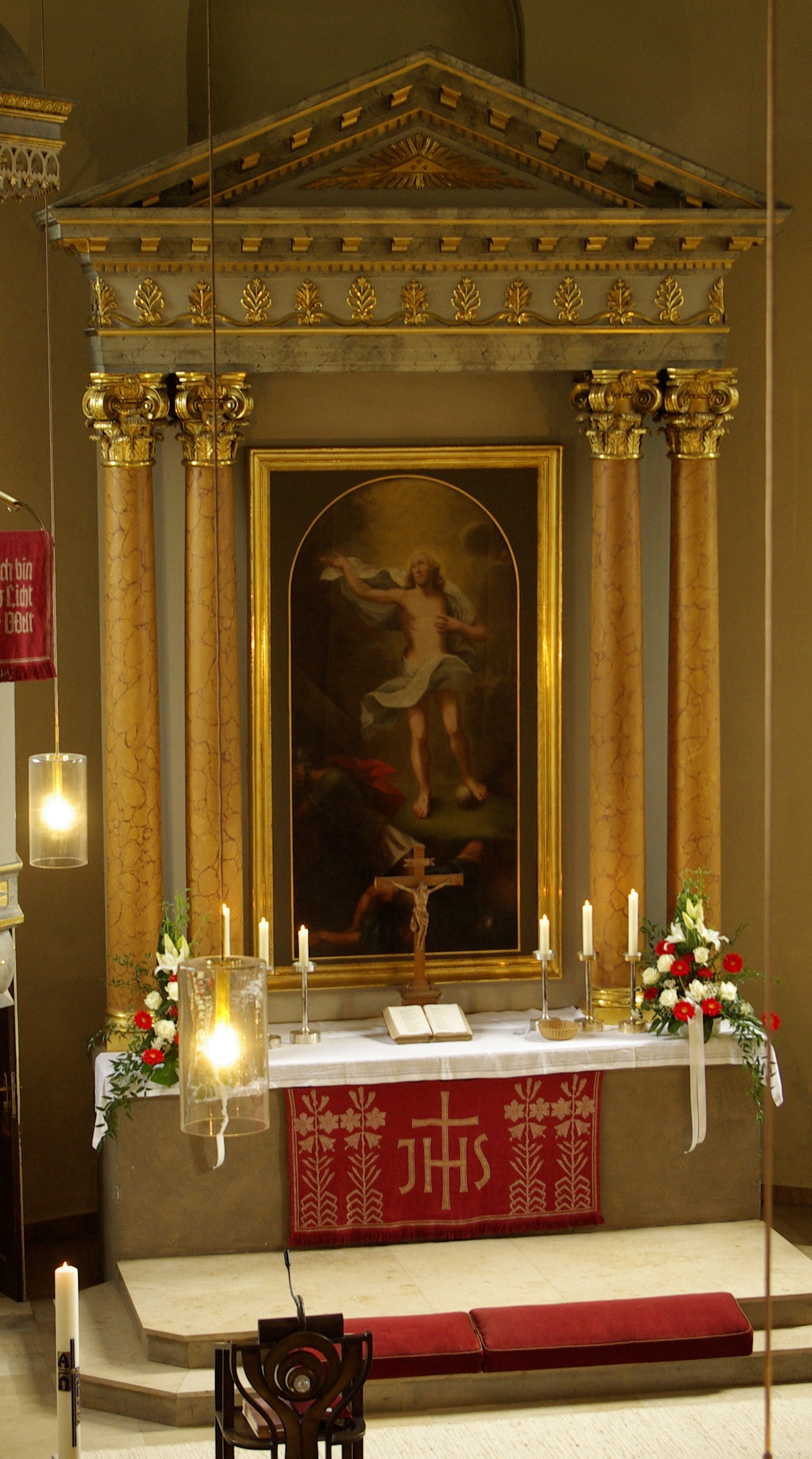
Altar

Der hölzerne Abendmahlstisch in den Grundfarben braun-gold-grau ist mit einem schlichten mit einem Kreuz versehenen Antependium bedeckt. Auf ihm stehen schmiedeeiserne Kerzenleuchter. Die etwa drei Meter hohe Konstruktion symbolisiert nach dem Willen des Künstlers eine Himmelspforte.
- Altarbild

Es zeigt die Auferstehung Christi und wird beiderseits von je zwei korinthischen Säulen gerahmt, deren Schäfte mit Stuckmarmor gezeichnet sind. Das Bild schuf der Fürther Kunstmaler Elias Oehme. Auf den Säulen liegt wie bei einem kleinen Tempel ein dreieckiger Giebel, der das vergoldete Auge Gottes enthält. Das Altarbild wurde nach 1900 durch ein neu gemaltes des Münchner Künstlers  Theodor Baierl ersetzt, das 1956 wieder gegen das ursprüngliche ausgetauscht wurde. (Das nicht im Altar sichtbare Bild schmückt die Sakristei.)
- Sakristei

Hinter dem hohen Altar befindet sich eine Wand, die die Sakristei abtrennt. Sie ist dem Halbrund der Apsis perfekt angepasst und wurde erst im Jahr 1880 eingebaut.

### Kanzel, Ambo, Emporen, Taufstein
- Kanzel und Ambo

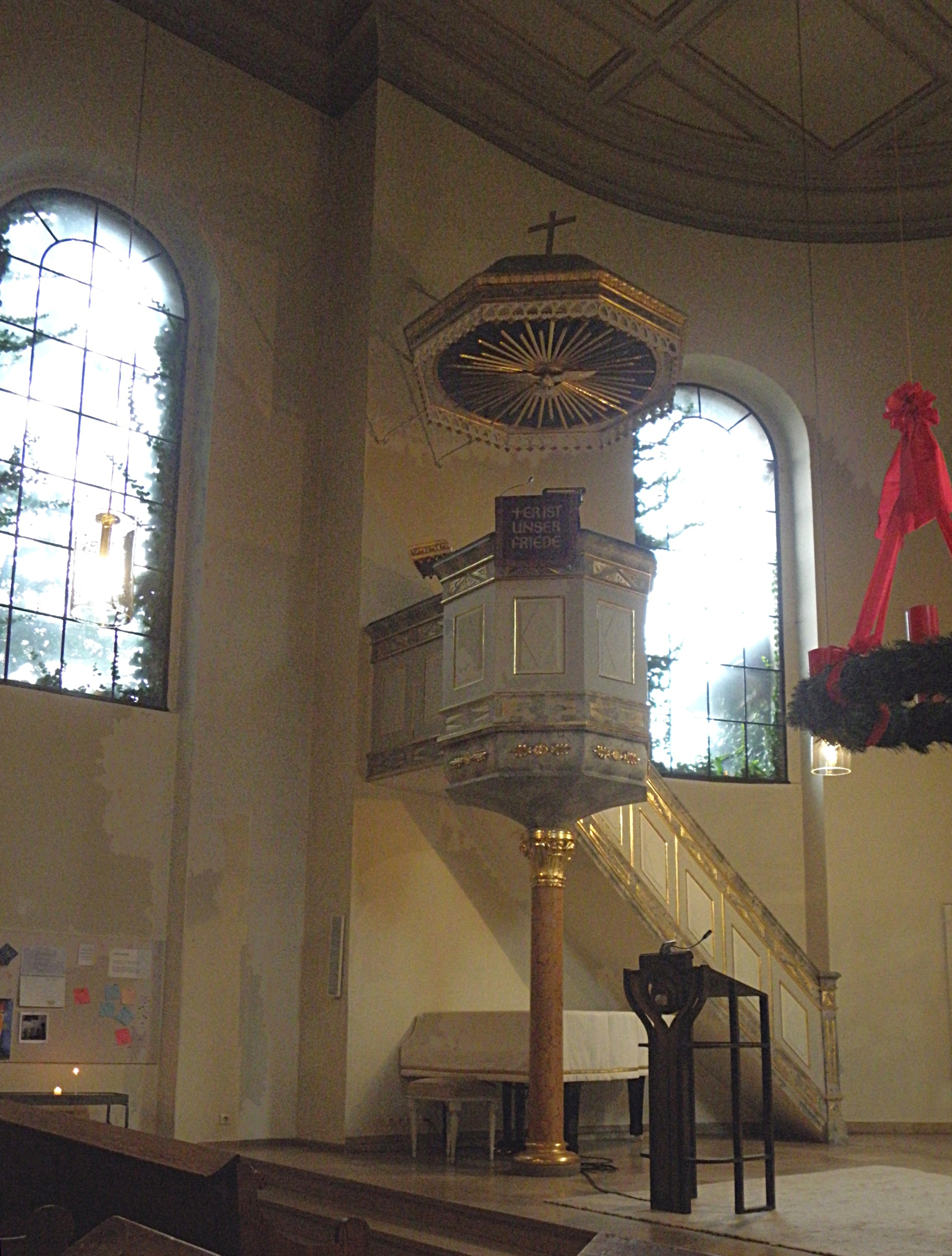
Kanzel

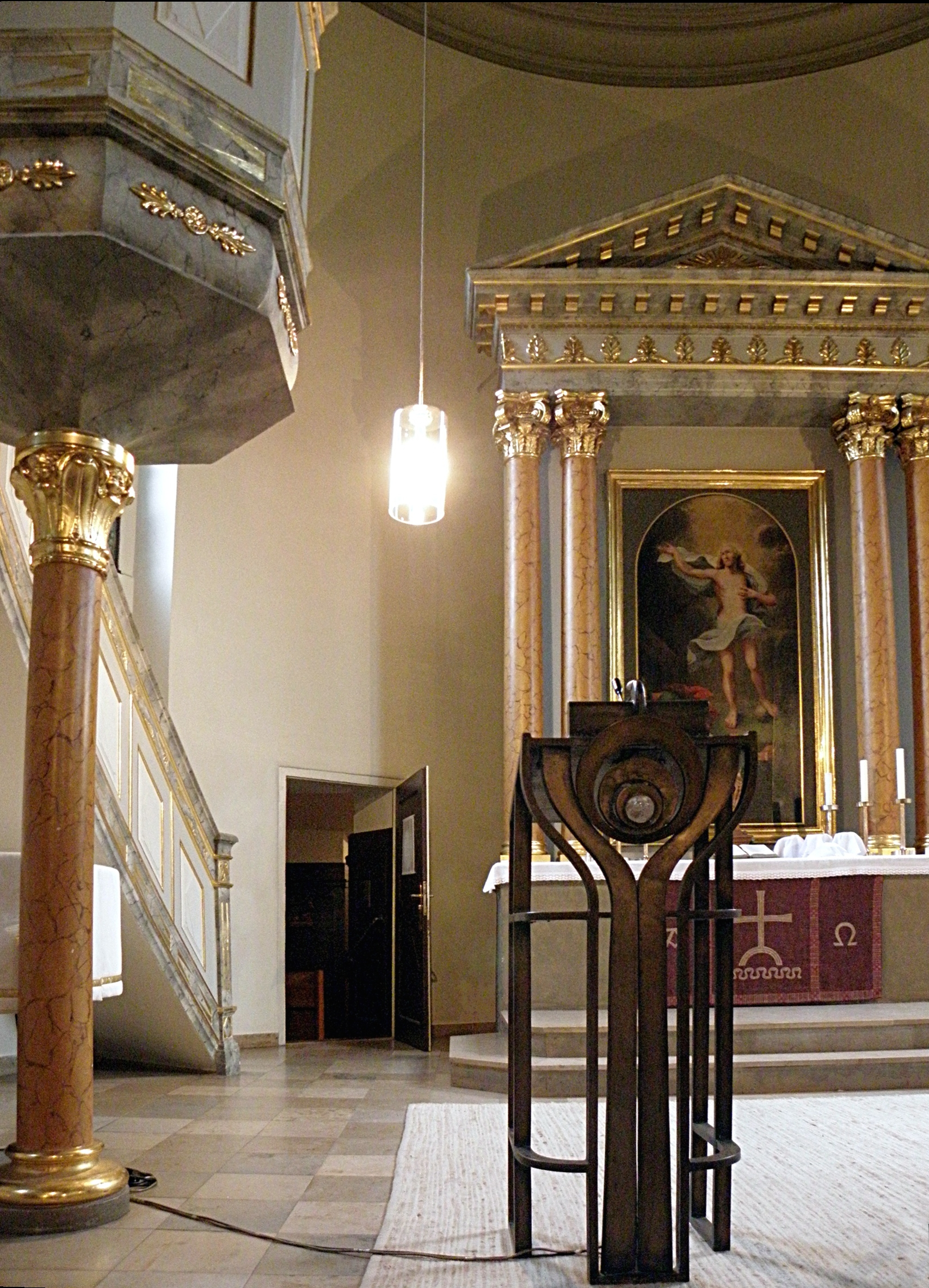
Ambo

Kanzel, Altar und Taufbecken stehen dicht beisammen.
Der Kanzelkorb, zu dem 15 Stufen hinauf führen, ruht auf einer kräftig ausgebildeten korinthischen Säule. Der Schalldeckel der Kanzel wird von einer einzelnen Säule getragen, er ist mit einer Taube und dem Kreuz geschmückt.
Unterhalb der Kanzel befindet sich ein kunstvoll gestalteter Ambo, der als Symbol leerer (empfangener) Hände angesehen wird. Der Bildhauer Reinhart Fuchs (1933–2015) aus Untersteinbach ob Gmünd hat ihn aus Kupfer gearbeitet und mit einem Bergkristall geschmückt.
- Die West- und Ostempore, auf je fünf hölzernen Stützen in Form von dorischen Säulen ruhend, haben getrennte Eingänge von außerhalb des Kirchengebäudes, jeweils von Osten und Westen. Ursprünglich gab es einen gemeinsamen Aufgang direkt vom Hauptschiff aus. Diese baulichen Änderungen erfolgten in den 1880er Jahren.[4] Für die Orgel ist eine auf der Turmseite errichtete, sich in den Kirchenraum vorwölbende, Empore eingerichtet. Die Balustraden der Emporen sind mit Holztäfelchen gefeldert, aber ohne weiteren Schmuck.

- Taufbecken

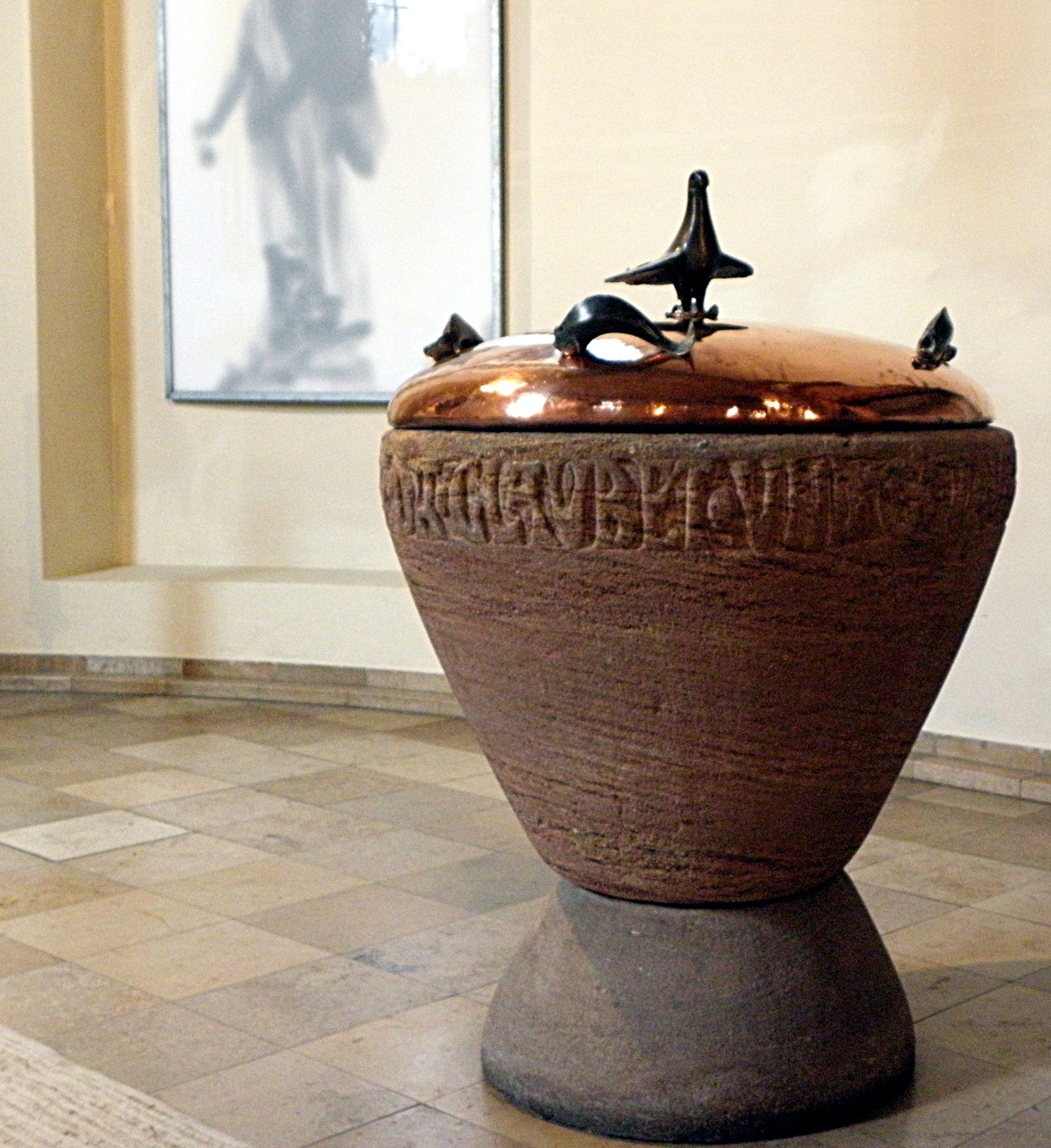
Taufbecken

Der Taufstein besteht aus Sandstein, den der Bildhauer Heinz Heiber fertigte. Dem Becken wurde der Glaubenssatz „Wer da glaubet und getauft wird, der wird selig werden.“ eingemeißelt. Der Deckel des Taufbeckens ist mit einer Taube als Sinnbild für den Geist Gottes und mit einem Fisch als altes Christuszeichen verziert.

### Gestühl, Fenster, Decke und weiteres
- Die hölzernen einfachen Kirchenbänke sind bereits mehrfach ausgetauscht worden. Im Jahr 1964 wurden die drei ersten Bankreihen entfernt, um eine Stufe zum Altarraum herzustellen, von den nun verbliebenen Bankreihen erhielten die ersten fünfzehn zur gleichen Zeit eine Sitzheizung.[4]
- Fenster

Die ersten Altarfenster waren bunt und mit Blei gefasst, sie zeigten Szenen aus dem Alten Testament wie Christi Himmelfahrt, die Kreuzigung oder die Anbetung der Hirten, ihre Stifter waren wohlhabende Fürther Familien. Ein Luftangriff im Frühjahr 1945 zum Ende des Zweiten Weltkriegs ließ sie zerbersten; sie wurden durch Scheiben aus Antikglas ersetzt. Die Fenster zum Hauptschiff sind unbunte Sprossenfenster in Bogenform.
- Anfangs besaß das Kircheninnere ein Flachgewölbe, das bei einer grundlegenden Renovierung des Hauses im Jahr 1913 durch eine Kassettendecke ersetzt wurde. In der Mitte befindet sich ein Deckengemälde mit der Darstellung der Bergpredigt, das der Nürnberger Kunstmaler Hermann Buschmann entworfen und ausgeführt hat.[4]
- Kruzifix

Zur Wiedereinweihung des Kirchengebäudes nach den Renovierungsarbeiten im November 1913 stiftete ein Gemeindemitglied ein Kruzifix aus Elfenbein, das aus dem 17. Jahrhundert stammt. Es wurde später in die Sakristei verbracht.
- Beleuchtung, Fußboden und Heizung

Im Jahr 1892 erhielt das Gotteshaus statt der bis dahin üblichen Kerzen eine Gasbeleuchtung, später wurde diese durch Leuchtstoffröhren ersetzt. Diese Kaltlichtquellen entsprachen 1981 nicht mehr den Ausstattungsvorstellungen der Kirchengemeinde, weswegen zwei Reihen Hängelampen aus Messing und Glas, mit elektrischen Kerzen ausgerüstet, über den Kirchenbänken an der Decke angebracht wurden.
Bei der Grundrenovierung des Jahres 1913 erhielt der Fußboden einen neuen Belag und eine Luftheizungsanlage wurde installiert.

### Orgel

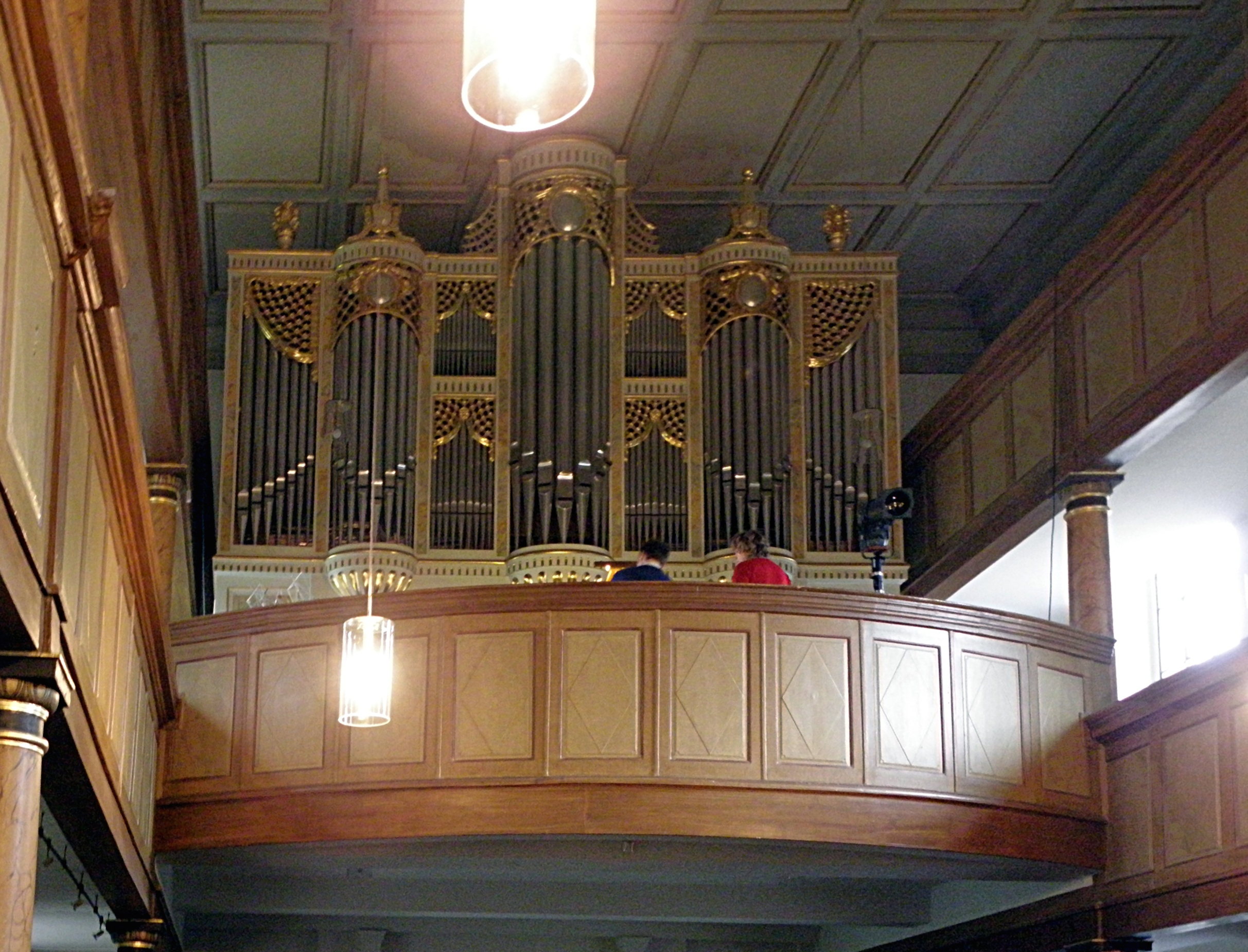
Späth-Orgel

Auf der Empore befindet sich eine Orgel. Ein erstes Kirchenmusikinstrument hatte die Kirchengemeinde anlässlich des Erstbaus in der Werkstatt des Orgelbauers Eichmüller aus dem Kloster Heilsbronn anfertigen und im Gotteshaus installieren lassen. Nach achtzig Jahren war dieses nicht mehr gut erhalten und der Orgelbaumeister Johannes Strebel lieferte zum Jahr 1906 ein neues Instrument. Im Juni 1953 erhielt diese Orgel neue Register und bei der Installation wurde für den Kirchenchor eine Fläche bis zur Brüstung frei gelassen.
Im Jahr 1989 schließlich fand eine neue, die mittlerweile dritte Orgel, in der Werkstatt Hartwig Späth aus Freiburg im Breisgau gebaut, auf der Orgelempore ihren Platz. Das Instrument verfügt über 3 Manuale, 57 Pfeifenreihen und 40 Register.
Hauptamtliche Organistin der Auferstehungskirche (und zugleich der beiden anderen evangelischen Altstadtkirchen St. Paul und St. Michael) ist Sirka Schwartz-Uppendieck.

## Glocken
Die drei Kirchenglocken im Turm sind aus Bronze gegossen und stammen aus dem Jahr 1950.
Das erste dreistimmige Bronzegeläut (mit den Schlagtönen e – gis – h) musste komplett als Metallspende des deutschen Volkes im Ersten Weltkrieg abgeliefert werden.
Trotz Problemen in der Zeit der Weltwirtschaftskrise in den 1920er Jahren gelang es, den Guss von drei neuen Glocken in Auftrag zu geben. Die Glocken fertigte die Apoldaer Glockengießerei im Auftrag der Kirchengemeinde; sie erklangen bei der 100-Jahr-Feier der Kirche im Jahr 1926 vom Turm.
Im Zweiten Weltkrieg benötigte der NS-Staat wiederum Bronze für Kriegsgeräte, so dass im Jahr 1942 zwei der drei Glocken zum Einschmelzen abgeliefert werden mussten.
Nach Kriegsende ließ die Kirchengemeinde noch einmal neue Glocken gießen, diesmal in der Gießerei Rincker aus Sinn. Hier entstand unter Einschmelzung der noch erhalten gewesenen kleinsten Glocke ein klanglich abgestimmtes neues Geläut, das 1953 im Turm installiert wurde.
| Glocke | Name         | Gewicht | Schlagton | Inschrift          | Anmerkung                                                                              |
| ------ | ------------ | ------- | --------- | ------------------ | -------------------------------------------------------------------------------------- |
| 1      | Gebetsglocke | 635 kg  | fis       | „Sorget nicht!“    | Alle Inschriften der Glocken des Jahres 1926 wurden für die neu gegossenen übernommen. |
| 2      | Trauglocke   | 355 kg  | a         | „Freuet Euch“      | Alle Inschriften der Glocken des Jahres 1926 wurden für die neu gegossenen übernommen. |
| 3      | Taufglocke   | 265 kg  | h         | „Dienet einander!“ | Alle Inschriften der Glocken des Jahres 1926 wurden für die neu gegossenen übernommen. |

## Offene Kirche
Die Gemeinde beteiligt sich an dem deutschlandweiten Projekt offene Kirchen, d. h., ein gelegentlicher Besucher kann zwischen 10 und 16 Uhr eintreten und auf Wunsch von einem anwesenden Gemeindemitglied eine kurze Kirchenführung bekommen. Turmbesteigungen sind wetterabhängig nicht immer möglich.
Das Pfarramt der Auferstehungskirche befindet sich in der Otto-Seeling-Promenade 7.
Im Weiteren gibt es
- einen Posaunenchor und einen Flötenkreis,
- Kita und Kinderhort im „Haus für Kinder und Eltern“ (Otto-Seeling-Promenade 25)
- sowie eine Diakoniestation (Kirchplatz 2).
- Die Gemeinde unterhält sogar eine Amateur-Fußballmannschaft und es gibt Gymnastikgruppen für Seniorinnen und Senioren.

Neben Gottesdiensten, liturgischen Feiern, Taufen, Einsegnungen und anderen christlichen Feiern findet in der Auferstehungskirche ein vielfältiges Kulturprogramm statt.

## Musik, Literatur und Kunst
Unter der künstlerischen Leitung von Sirka Schwartz-Uppendieck wurden in der Auferstehungskirche
seit 2001 zahlreiche Kompositionen uraufgeführt, u. a. von Holmer Becker, Helmut Bieler, Mercè Capdevila, Dorothee Eberhardt, Volker Felgenhauer, Hans Gebhard, Barbara Heller, Dorothea Hofmann, Eva-Maria Houben, Horst Lohse, Karola Obermüller, Grazia Salvatori, Maria Scharwieß, Silvia Sommer, Uwe Strübing, Tina Ternes und Thilo Wolf. Die Palette der uraufgeführten Werke reicht von Musik für Orgel solo bis hin zum großformatigen Oratorium. Im Jahr 2000 rief Sirka Schwartz-Uppendieck in der Auferstehungskirche die Fürther Komponistinnenkonzerte ins Leben, in denen sie seither über 200 Werke von Komponistinnen aus fünf Jahrhunderten vorgestellt hat.
Zum kulturellen Programm der Auferstehungskirche gehören auch Theatergottesdienste (in Zusammenarbeit mit dem Stadttheater Fürth), Literaturgottesdienste (u. a. mit Ewald Arenz und Veit Bronnenmeyer) und Tanzgottesdienste. Durch den Arbeitskreis Kunst und Kirche wurde die Auferstehungskirche auch zu einem Forum für Bildende Kunst.
Im Jahr 2000 fand unter der Schirmherrschaft des Fürther Oberbürgermeisters Wilhelm Wenning die internationale Ausstellung JaRoGerA (mit Gästen aus Japan, Rumänien [Romania], Deutschland [Germania] und Amerika) statt. Zu sehen waren Bildinstallationen, Skulpturen, Malerei, Grafiken, Referate und Musik wurden vorgetragen und eine Lesung fand statt.
2012 stellte die Künstlerin Gertrud Trojanski im Kirchenraum Wandschmuck in Form von Quilts der Öffentlichkeit vor, die Ausstellung trug den Titel Die dreizehn Monate.
Zur Adventszeit werden regelmäßig Weihnachtskrippen im Kirchenraum ausgestellt, im Dezember 2014 war die von dem Südtiroler Künstler Karl Kuolt angefertigte Kuolt-Krippe zu sehen.